# 西条東北町
西条東北町（さいじょうひがしきたまち）とは、広島県東広島市の町丁。全域で住居表示が実施されている。

## 概要

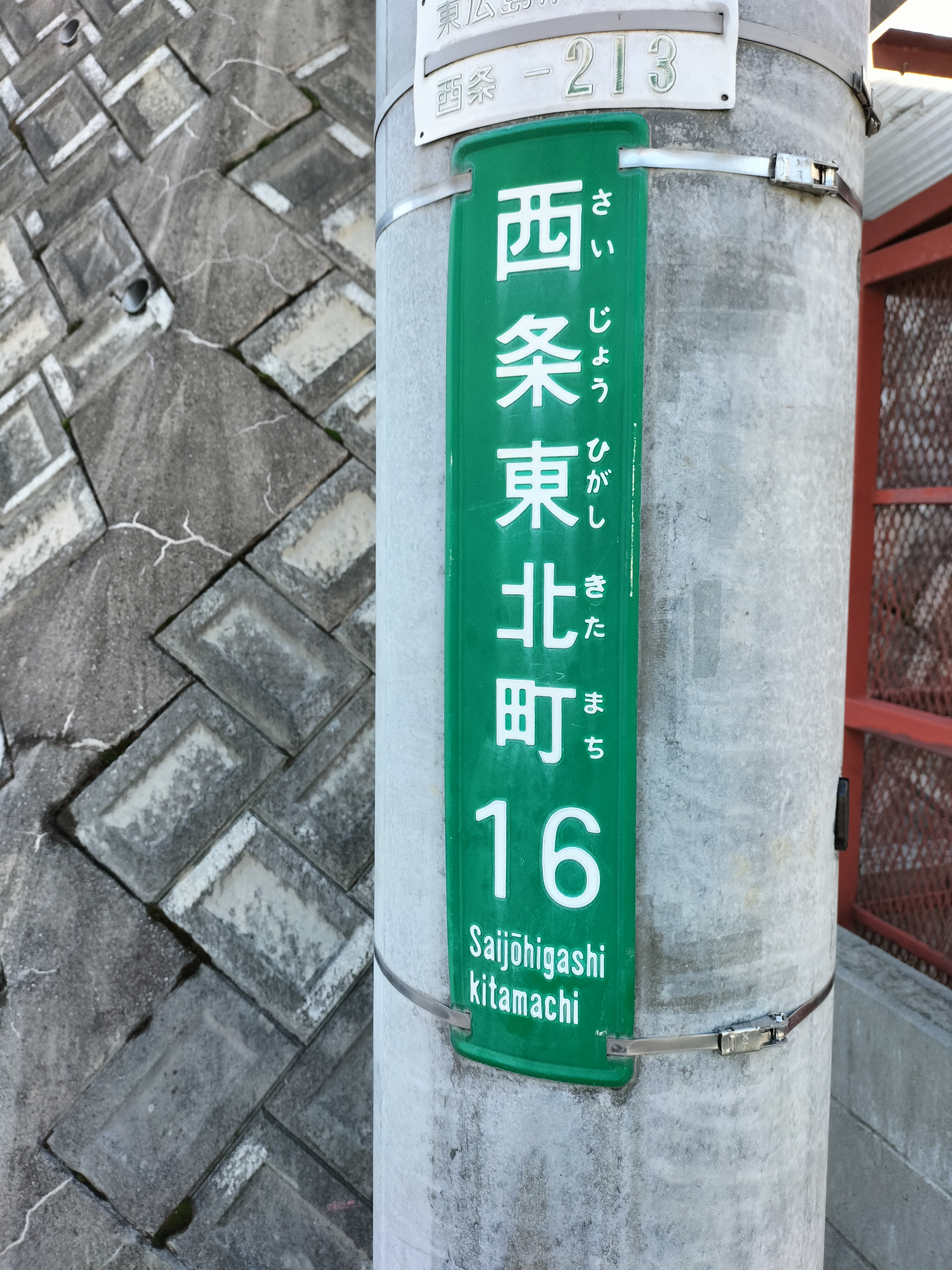
西条東北町の街区表示板。英語表記が「Saijohigashi（西条東）」「Kitamachi（北町）」で改行されている。

西と北に西条町寺家、東に西条町西条、南はJR山陽本線を挟んで西条西本町に面する。全体的に入り組んだ住宅地となっており、目立った商業施設などはない。
2001年に西条町西条東から分離して設置された町丁であり、町名は「西条東」の「北側」という意味である。したがって西条地区の北東に位置しているという訳ではなく、市街地から見るとむしろ北西に位置している（西条町西条東#概要も参照）。

## 沿革
- 2001年（平成13年）12月3日 - 東広島市西条町西条東の一部が分離され、西条東北町が設置される。住居表示実施[1]。

## 交通

### 鉄道
西条西本町との境界にJR山陽本線が通るが、駅はない。最寄り駅は西条駅。

### バス
町内にバス路線は通っていない。西条西本町にあるJRバス中国ならびに芸陽バスのバス停が最寄りとなる。

### 道路

#### 一般地方道
- 広島県道332号吉川西条線

## 施設・名所など
- 諏訪神社
- 諏訪公園

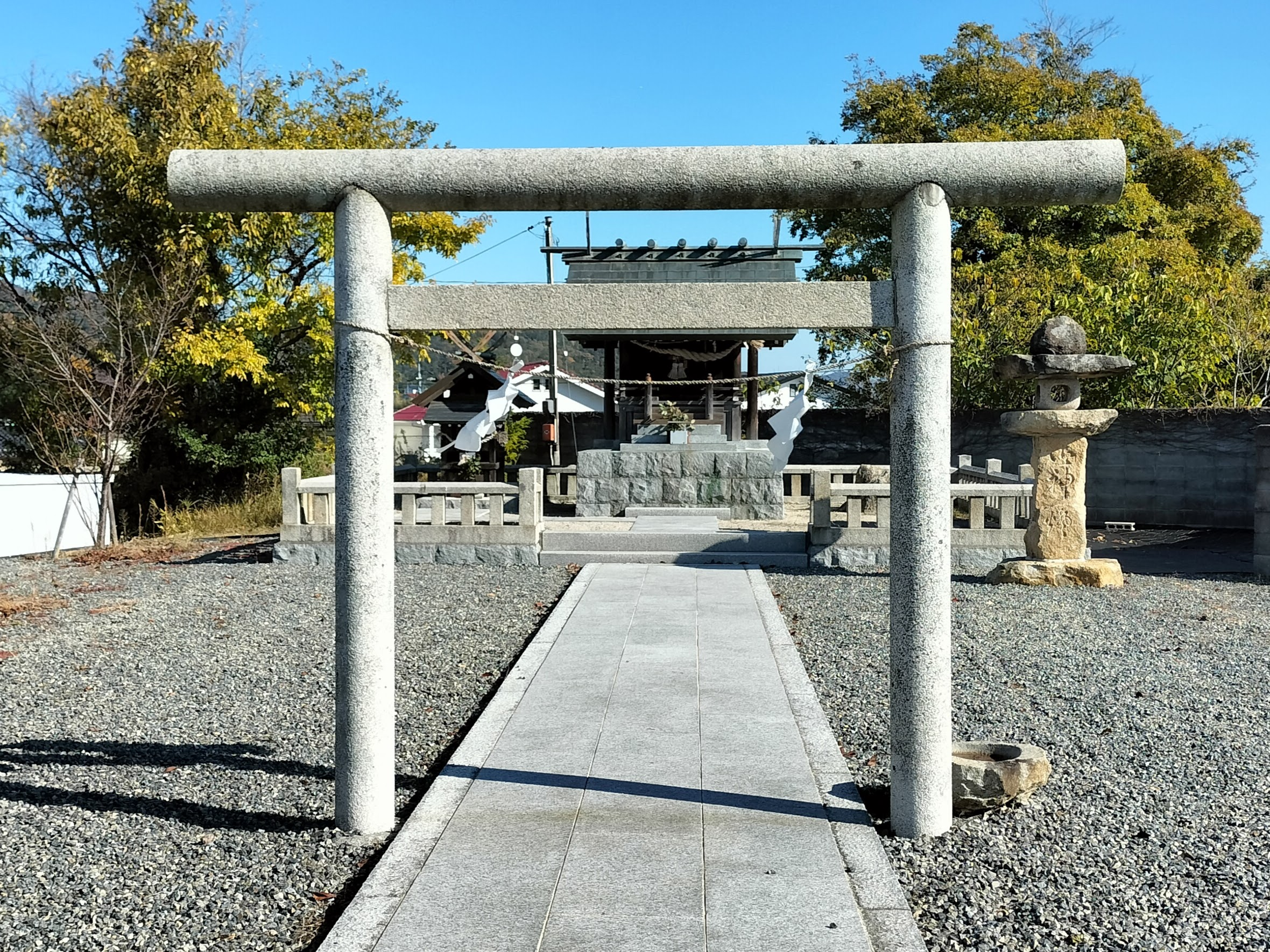
鷲山神社

- 鷲山神社（鷲宮） - 上述の諏訪神社を分祀し、傷痍軍人広島療養所（現東広島医療センター）の守護神として同療養所内に新設。2015年8月末に町内に遷御。

## 学区
公立小・中学校に通学する場合、龍王小学校および西条中学校に通学することになる。

## 面積
2020年時点での面積は0.210250744㎢である。

## 世帯数・人口
2024年9月末での世帯数は600世帯、人口は1137人である。